# Soneren
Soneren ist ein See in der Provinz (Fylke) Buskerud. Er liegt in der Kommune Sigdal.

## Lage
Der Soneren liegt vollständig in der Kommune Sigdal. Er erstreckt sich in länglicher Richtung von Nordwesten nach Südosten, in dieser Richtung wird der See auch vom Fluss Simoa durchflossen. An seinem südöstlichen Ufer liegt der Ort Prestfoss, wo auch die Simoa abfließt. Der südöstliche Bereich des Sees ist etwas vom restlichen Gebiet abgetrennt und wird Kråkefjorden genannt. Die nordwestlichste Bucht trägt den Namen Strandefjorden.

## Kunst
Der norwegische Maler Theodor Kittelsen lebte elf Jahre lang mit seiner Frau Inga in einem Haus am Soneren. Der See findet sich in mehreren seiner Zeichnungen wieder.